# Утценфельд
Утценфельд (нем. Utzenfeld) — община в Германии, в земле Баден-Вюртемберг.
Подчиняется административному округу Фрайбург. Входит в состав района Лёррах. Население составляет 637 человек (на 31 декабря 2010 года). Занимает площадь 7,40 км².